# Centre québécois du droit de l’environnement
Le Centre québécois du droit de l’environnement (CQDE) est une organisation a but non lucratif environnementale québécoise qui a pour mission de mettre son expertise juridique au service des citoyens et de la protection de l’environnement.
Le CQDE a été fondé en 1989 par un groupe d'avocats intéressés par le droit de l'environnement. L'organisation regroupe des avocats et des experts de l'environnement qui sont régulièrement impliqués dans d'importants débats environnementaux.